# Johann Strauss (Sohn)

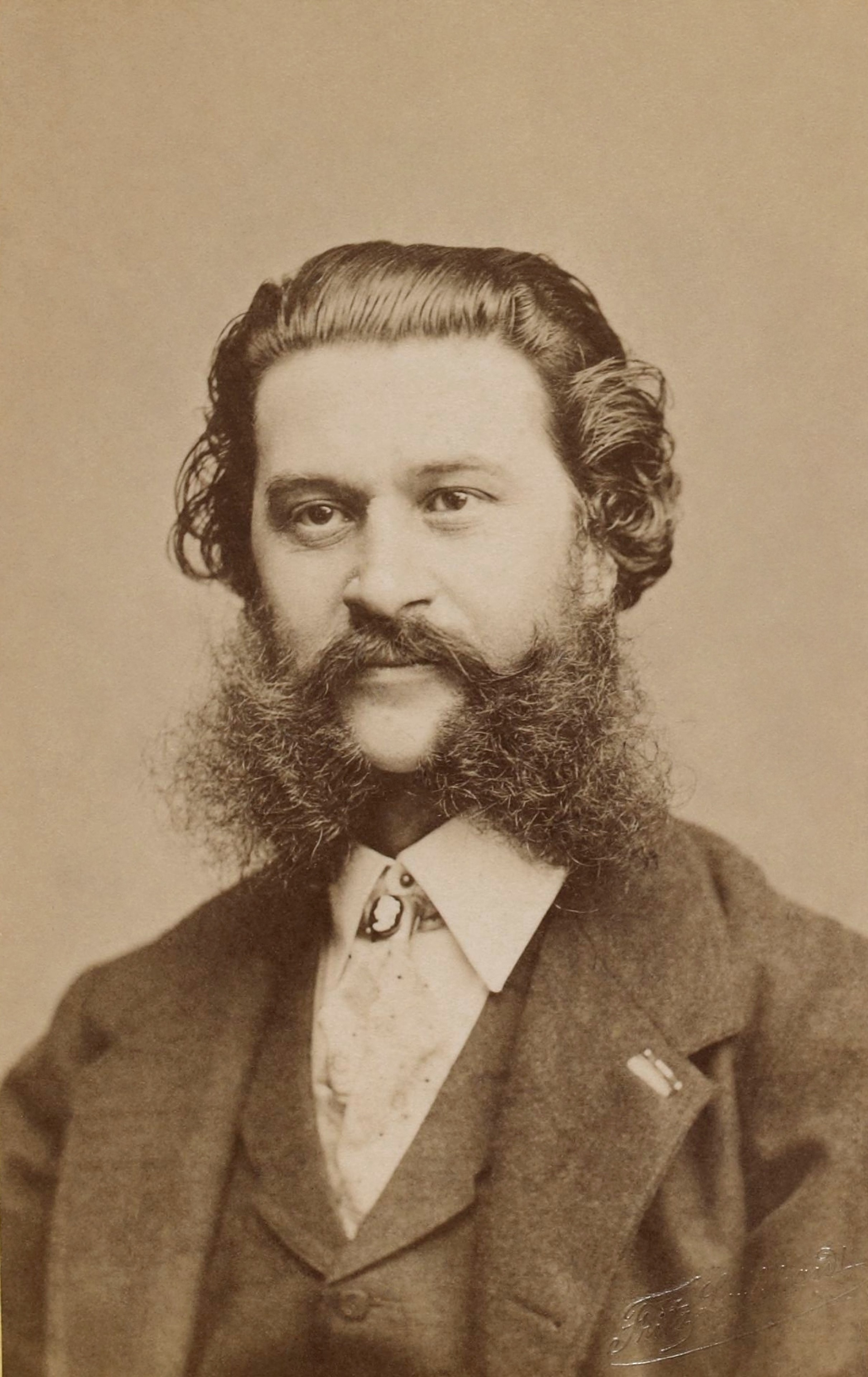
Johann Strauss (1876), Fotografie von Fritz Luckhardt

Johann Baptist Strauss (* 25. Oktober 1825 in St. Ulrich bei Wien, heute ein Teil von Wien-Neubau; † 3. Juni 1899 in Wien) war ein österreichisch-deutscher Kapellmeister und Komponist und wurde als „Walzerkönig“ international geschätzt. Zur Unterscheidung von seinem gleichnamigen Vater wird er auch als Johann Strauss (Sohn) bezeichnet.

## Leben

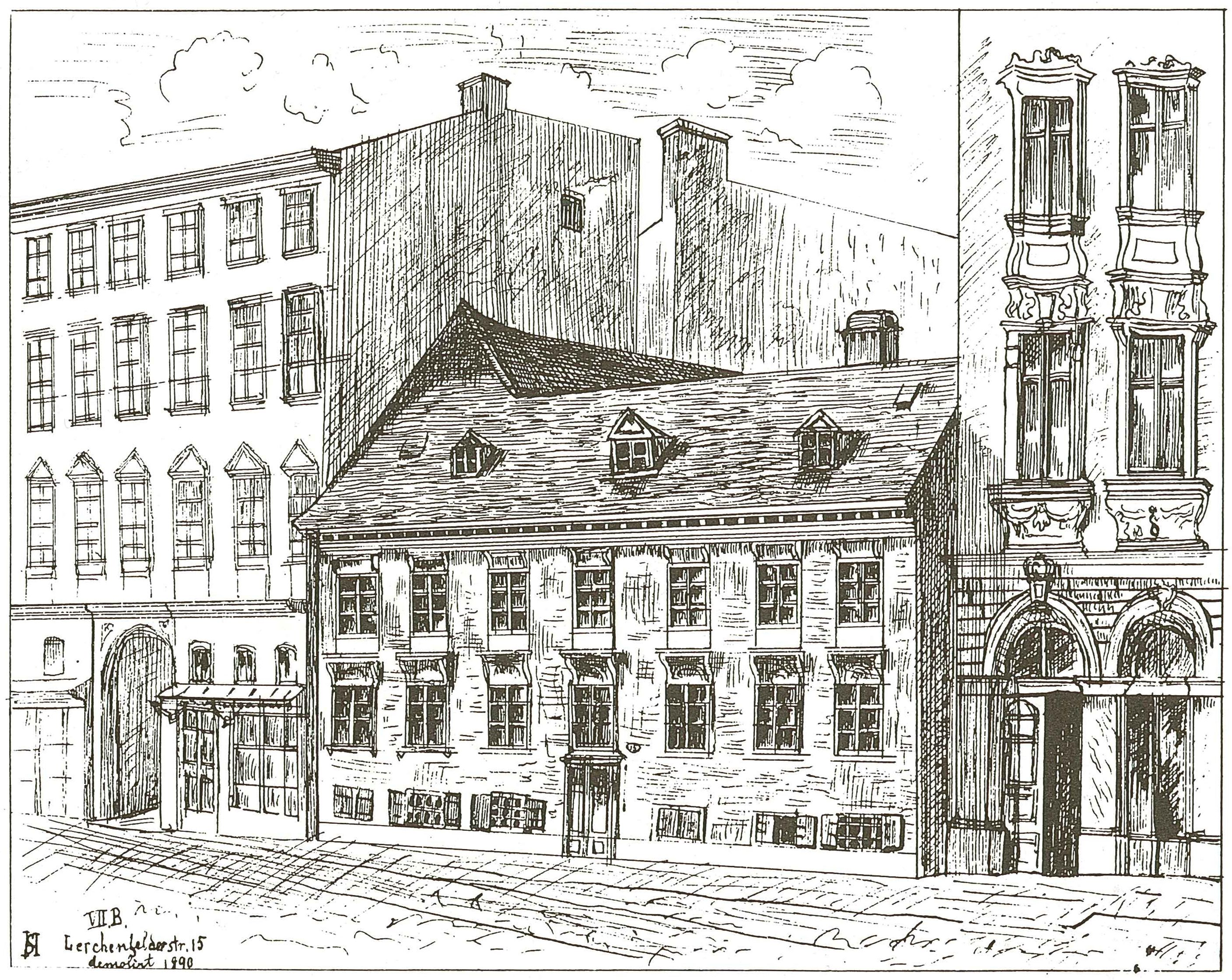
Das Geburtshaus, Lerchenfelder Straße 15 (1890 abgerissen), Tuschezeichnung von Ludwig Wegmann

### Abstammung und Name
Die Familie stammte im Wesentlichen aus dem Raum Wien und Niederösterreich.
Der Name Strauss ist in Nachschlagewerken häufig mit ß zu finden. Die Familie Strauss, ebenso wie Johann Strauss selbst, schrieb den Namen in der Schreibweise „Strauſs“ mit langem und rundem s (die Unterschrift rechts ist – am h erkennbar – in lateinischer Schreibschrift, weshalb das ſ einem Kurrent h ähnelt). Die Schreibweise „Strauss“ wird deshalb inzwischen bevorzugt.
Seine Familie nannte ihn Schani (österreichische Koseform für Johann, abgeleitet von französisch Jean), um ihn vom Vater zu unterscheiden. Dieser Spitzname wurde auch unter Musikfreunden für den Komponisten üblich.

### Musikalische Laufbahn

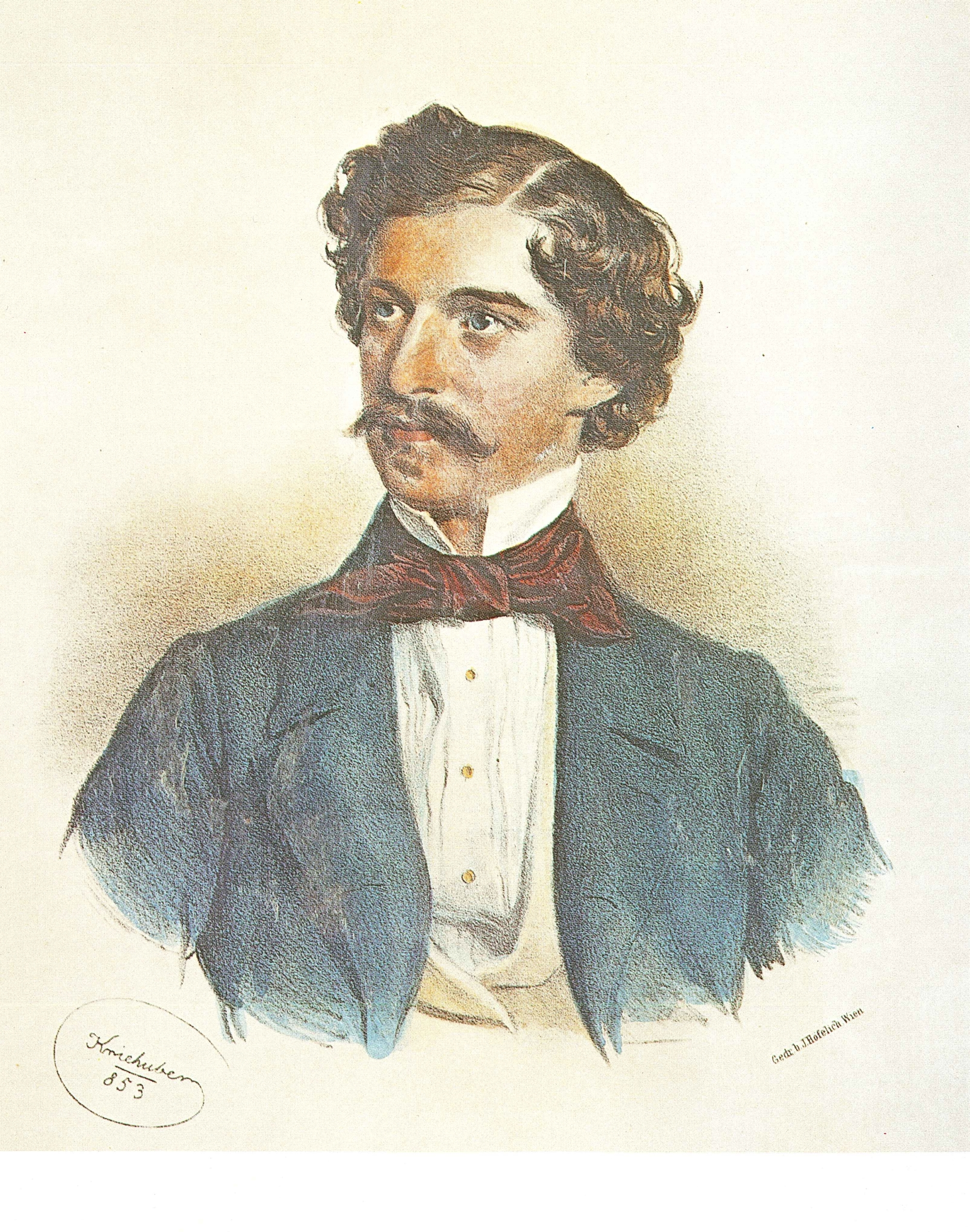
Lithografie von Josef Kriehuber, 1853

Sein Vater Johann Strauss sah für „Johann II.“ ursprünglich eine Laufbahn als Beamter vor, doch seine bald allein erziehende Mutter Anna, geborene Streim (1801–1870), die alles daran setzte, mit der Unterstützung ihres Sohnes Rache für die Untreue ihres Gatten zu nehmen, ermöglichte Johann junior eine Musikausbildung, u. a. bei Joseph Drechsler.
Bereits mit sechs Jahren hatte Johann junior seinen ersten Walzer komponiert; Violinunterricht hatte er heimlich genommen.
Da der Vater mit der Familie gebrochen hatte, musste Johann junior als Ältester für die Ernährung der Familie sorgen und er begann, Konzerte zu geben. Schon sein erster Auftritt im Casino Dommayer am 15. Oktober 1844 im Wiener Vorort Hietzing, einem in der ganzen Region bekannten Vergnügungslokal, wurde ein Riesenerfolg. Tourneen führten ihn mit seinem eigenen Orchester (was die Rivalität zum Vater verstärkte) zunächst durch die Monarchie. Nach dem Tod seines Vaters, 1849, übernahm er dessen Orchester und vereinigte es mit seinem. In den Jahren 1856 bis 1865 reiste er jeden Sommer auf Einladung der russischen Eisenbahngesellschaft nach Pawlowsk bei St. Petersburg. Dort gab er nicht nur Gastspiele. Es entstanden auch viele neue Werke, die er dann in sein Repertoire aufnahm. Außerdem hatte Strauss eine Liebesaffäre mit der russischen Komponistin Olga Smirnitskaja. Weitere Tourneen führten ihn durch Europa und nach Nordamerika.

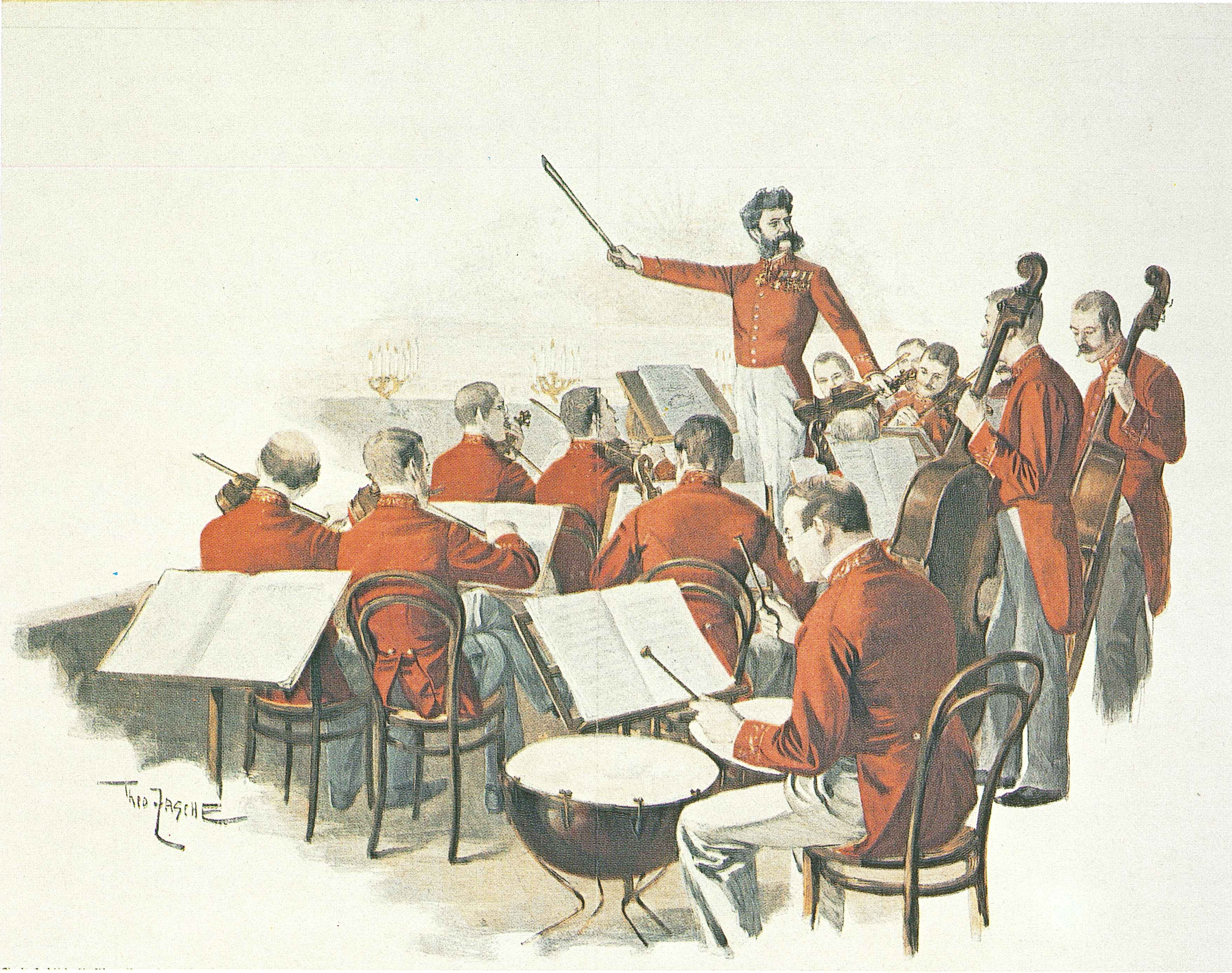
Der „Hofball-Musikdirektor“ mit seiner Kapelle, Bild von Theo Zasche

Da er für die Revolutionäre des Jahres 1848 einige Werke komponiert hatte – z. B. den Freiheitslieder-Walzer und den Revolutions-Marsch – und damit Sympathie für die Aufstandsbewegung zeigte, zog er die Aufmerksamkeit der Zensurbehörden auf sich und fiel bei Hof trotz seiner Popularität in Ungnade. So wurde er deshalb von Kaiser Franz Joseph I. erst 1863 zum „k.k. Hofball-Musikdirektor“ ernannt.
Er leitete nun bis 1871 alle Hofbälle. In dieser Zeit komponierte Strauss nur Tanzmusik, was seinen Ruf als „Walzerkönig“ begründete. 1866/1867 komponierte er in seiner damaligen Wohnung, 2., Praterstraße 54, den später weltbekannt gewordenen Donauwalzer (An der schönen blauen Donau), der heute als inoffizielle Hymne Wiens und Österreichs gilt. 1871 wurde sein Ansuchen um Enthebung vom Posten des Hofball-Musikdirektors genehmigt; gleichzeitig wurde ihm der Franz-Joseph-Orden verliehen. Nachfolger wurde sein Bruder Eduard Strauß.
Johann Strauss’ Bruder Josef Strauss nahm ab 1853 an der Leitung des Straussorchesters teil, und ab 1861 gesellte sich der damals 25-jährige Eduard Strauß offiziell als weiterer Dirigent zu der Kapelle, die er bis 1870 gemeinsam mit seinem Bruder Josef leitete.
Jacques Offenbach, mit dem er 1864 zusammengetroffen war, hatte Strauss zur Komposition von Operetten angeregt, die Strauss selbst immer als „komische Oper“ bezeichnete. Am 10. Februar 1871 hatte dann seine erste Operette, Indigo und die 40 Räuber, im Theater an der Wien Premiere. Ebenfalls an diesem Theater fand am 5. April 1874 die Uraufführung seiner erfolgreichsten und der wahrscheinlich bekanntesten Operette überhaupt statt, Die Fledermaus. Dieses Werk wurde 1894 in das Repertoire der k.k. Hofoper (heute Wiener Staatsoper) aufgenommen und ist die einzige Operette, die dort bis heute gespielt wird. Es folgten eine Reihe weiterer Operettenpremieren, darunter Der lustige Krieg und Eine Nacht in Venedig. Strauss wurde zu einer zentralen Figur der „Goldenen Ära der Wiener Operette“.

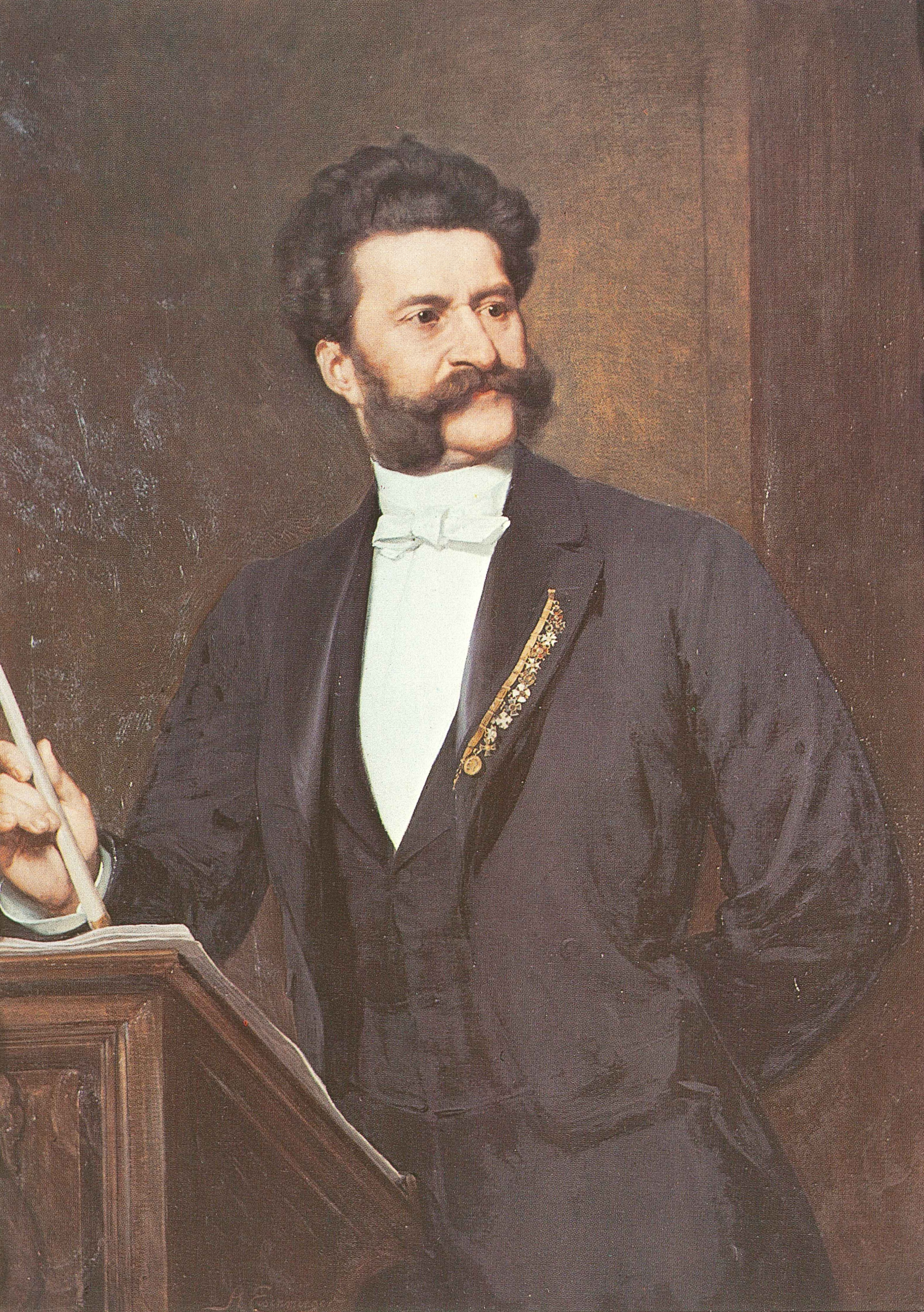
Johann Strauss
Gemälde von August Eisenmenger (1887/1888)

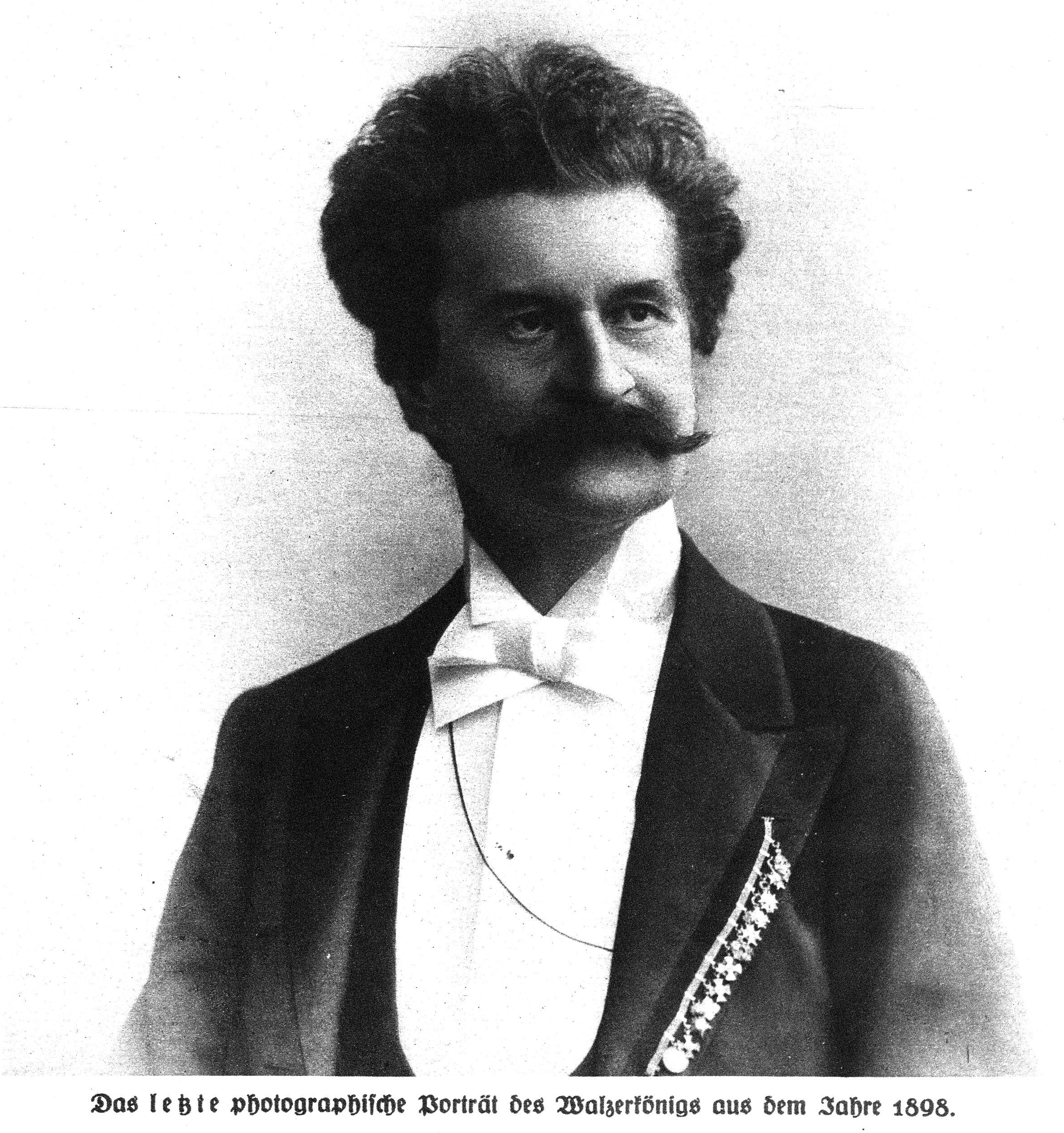
Das letzte bekannte fotografische Porträt, 1898

1876 erhielt Strauss die Baugenehmigung für ein Wohnhaus im Bezirk Wieden, Igelgasse 4/6, das Strauss im Haus 4 für sich und seine Familie selbst nutzte. Dieses sogenannte „Strauss-Palais“ wurde 1878 fertiggestellt. Es lag nahe dem Palais Erzherzog Rainer und der Wiedner Hauptstraße, durch die man direkt in die Altstadt gelangte. 1944 wurde es bei Luftangriffen durch Bomben zerstört.
Von Juli 1880 bis 1893/94 gehörte ihm außerdem eine Villa in Schönau an der Triesting, die 1864 für den Industriellen Paul Pacher von Theinburg erbaut worden war. Strauss nutzte sie vornehmlich während der Sommermonate. In dieser Villa entstanden die Operetten Eine Nacht in Venedig und Der Zigeunerbaron, Teile der Oper Ritter Pásmán sowie Tanzkompositionen, u. a. Rosen aus dem Süden und der Kuss-Walzer.
Anlässlich seines 40-Jahre-Jubiläums als Künstler, das er wieder beim „Dommayer“ feierte, wurde ihm von der Stadt Wien 1884 das Wiener Bürgerrecht verliehen. Mit der Aufgabe der österreichischen Staatsbürgerschaft durch ihn erlosch dieses allerdings bereits 1886 wieder.
1885 war Premiere des Zigeunerbarons mit Alexander Girardi in der Hauptrolle, darauf folgten einige heute weniger bekannte Operetten. Seine letzte Operette, Die Göttin der Vernunft, vollendete er nur, weil er sich vertraglich u. a. gegenüber Alexandrine von Schönerer zu der Komposition verpflichtet hatte. Da er das Libretto von Alfred Maria Willner ablehnte, distanzierte er sich vom Werk und erschien nicht einmal zur Premiere am 13. März 1897, die wiederum im Theater an der Wien stattfand.

### Ehen
Strauss war insgesamt drei Mal verheiratet. Alle drei Ehen blieben kinderlos.

#### Erste Ehe mit Jetty Treffz
Seine erste Ehefrau war Henriette, geborene Chalupetzky, geb. 1818, als Sängerin bekannt unter dem Namen Jetty Treffz (dem Mädchennamen ihrer Mutter). Mit ihr bezog er 1862, im Jahr der Hochzeit, in Hietzing, Hetzendorfer Straße 18 (seit 1894 Maxingstraße), ein Sommerquartier und kaufte das bis 1878 immer wieder benützte Haus später. Er komponierte dort im Sommer 1873 den Großteil seiner Operette Die Fledermaus. In der Wintersaison wohnte das Paar meist im 1. oder 2. Bezirk, von 1866 an an der Adresse 2., Praterstraße 54 (heute Johann-Strauss-Wohnung des Wien Museums).
Jetty starb 1878 in dem Haus in Hietzing. Im selben Jahr wurde das „Strauss-Palais“ an der Igelgasse im 4. Bezirk fertiggestellt.

#### Zweite Ehe mit Angelika Dittrich

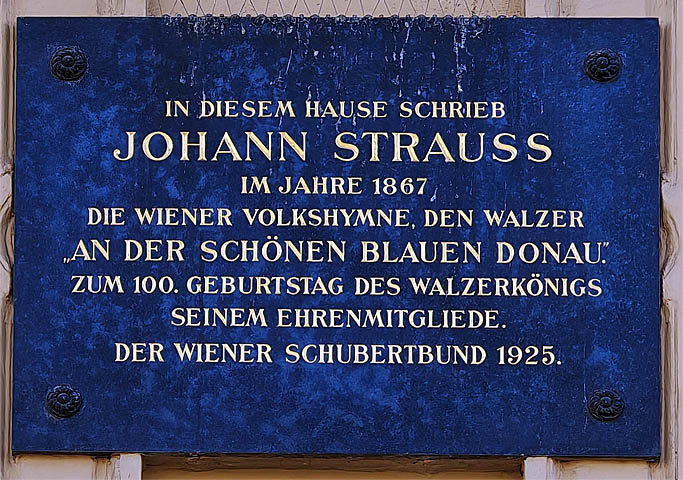
Gedenktafel am Haus Praterstrasse 54

Schon wenige Wochen später, am 28. Mai 1878, heiratete Strauss in der Wiener Karlskirche die in Breslau geborene Schauspielerin Angelika Dittrich (1850–1919). 1882 verließ sie ihn wegen des Direktors des Theaters an der Wien, Franz Steiner. Im selben Jahr wurde die Ehe „von Tisch und Bett“ geschieden. Eine Trennung dem Bande nach war nicht möglich, da in Österreich das katholische Eherecht auch im bürgerlich-rechtlichen Bereich galt.

#### Wechsel zur Staatsbürgerschaft von Sachsen-Coburg-Gotha
Um erneut heiraten zu können, gab Strauss im November 1885 die österreichische Staatsbürgerschaft auf und trat aus der katholischen Kirche aus.:S. 209 Am 24. Mai 1886 stellte er an den Magistrat der Stadt Coburg den Antrag um Verleihung der Bürgerrechte.:S. 214 Am 24. Juni 1886:S. 216 wurde er Staatsbürger des Herzogtums Sachsen-Coburg und Gotha und damit Deutscher. Kraft Gesetzes musste nach dem für Deutsche geltenden Eherecht der Zivilehe die Ehe mit Angelika Strauss (geb. Dittrich) nunmehr auch bürgerlich-rechtlich getrennt werden, was Herzog Ernst II. am 11. Juli 1887 auch tat. Dass die dortigen Beamten mit der Situation überfordert waren, zeigt die altertümliche Formulierung in der Urkunde, er habe dies „aus landesherrlicher Machtvollkommenheit“ getan (was in der Literatur zu eigenständigen Publikationen geführt hat), und ist widerlegt: In Preußen und in Sachsen waren zu dem Zeitpunkt zwar Gerichtssekretäre zuständig, ein eigenständiges Ausführungsgesetz gab es aber in diesem Herzogtum aber nicht, so dass der Herzog auf der Grundlage des seit 1852 geltenden Staatsgrundgesetzes eigenständig handeln durfte. Seine zweite Ehefrau Angelika erteilte auf Anfrage aus Coburg vorab schriftlich ihre Zustimmung zu dieser zivilrechtlichen Scheidung.

#### Dritte Ehe mit Adele Deutsch, verwitwete Strauß
Strauss heiratete noch im selben Jahr am 15. August 1887 in Coburg Adele (1856–1930, geborene Deutsch, verwitwet nach Anton Strauß) zunächst standesamtlich, die Trauung nahm Bürgermeister Muther persönlich vor. Als seine Ehefrau wurde auch sie Bürgerin des Herzogtums Sachsen-Coburg und Gotha und damit Deutsche. Beide waren bereits in Wien zum evangelisch-lutherischen Glauben übergetreten. Die kirchliche Trauung fand anschließend in Coburg in der Hofkapelle des Schlosses Ehrenburg statt. Am gleichen Tag ließ sich Johann Strauss außerdem einen Reisepass ausstellen, der ihn einerseits als Bürger des Herzogtums Sachsen-Coburg und Gotha auswies, jedoch andererseits Reisefreiheit in jeder Hinsicht ermöglichte: Am Tag nach der Hochzeit reisten Adele und Johann Strauss ab; Coburg besuchten sie allerdings danach weder privat noch öffentlich.

### Tod

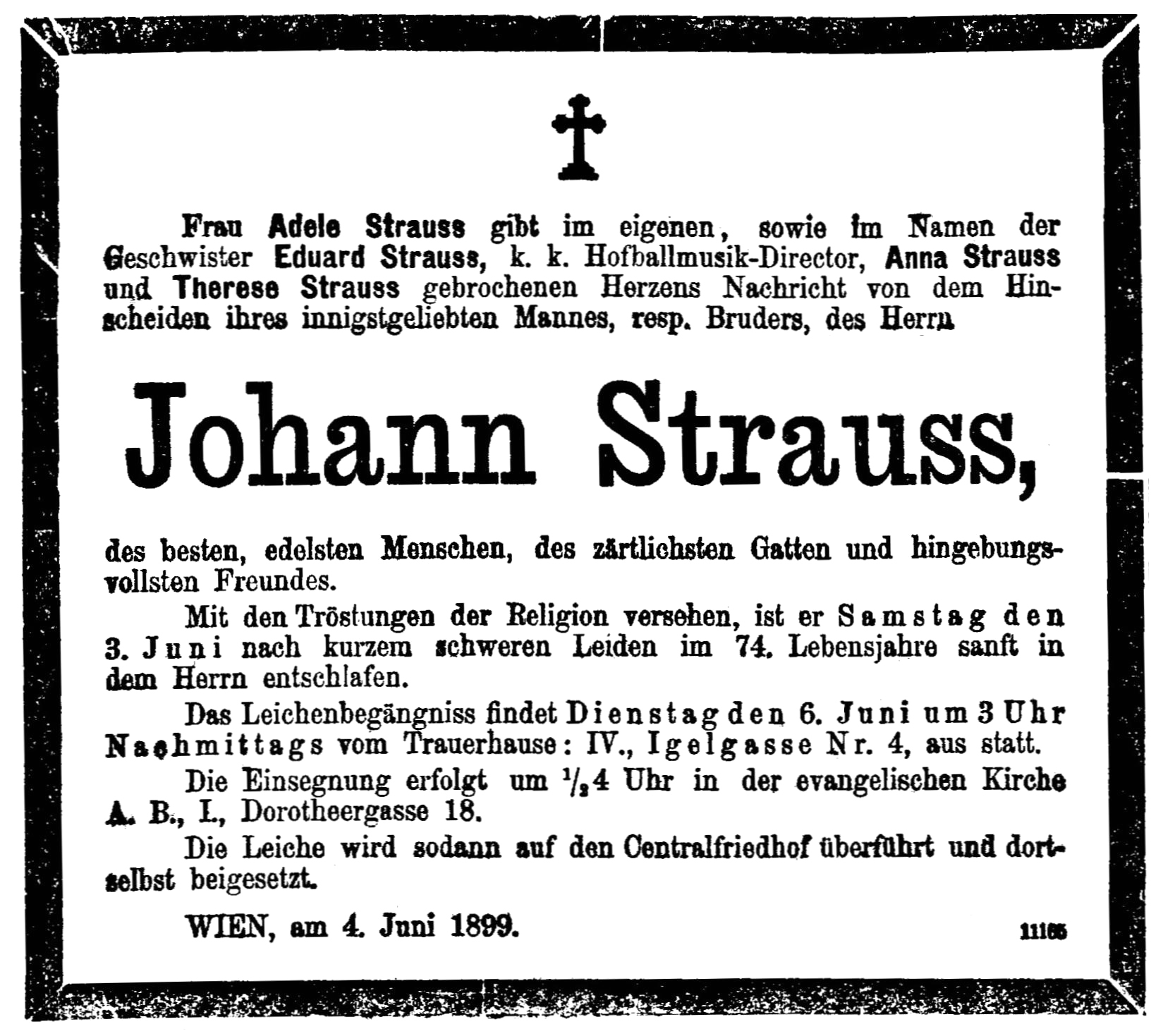
Todesanzeige vom 6. Juni 1899 in der Wiener Zeitung Neue Freie Presse

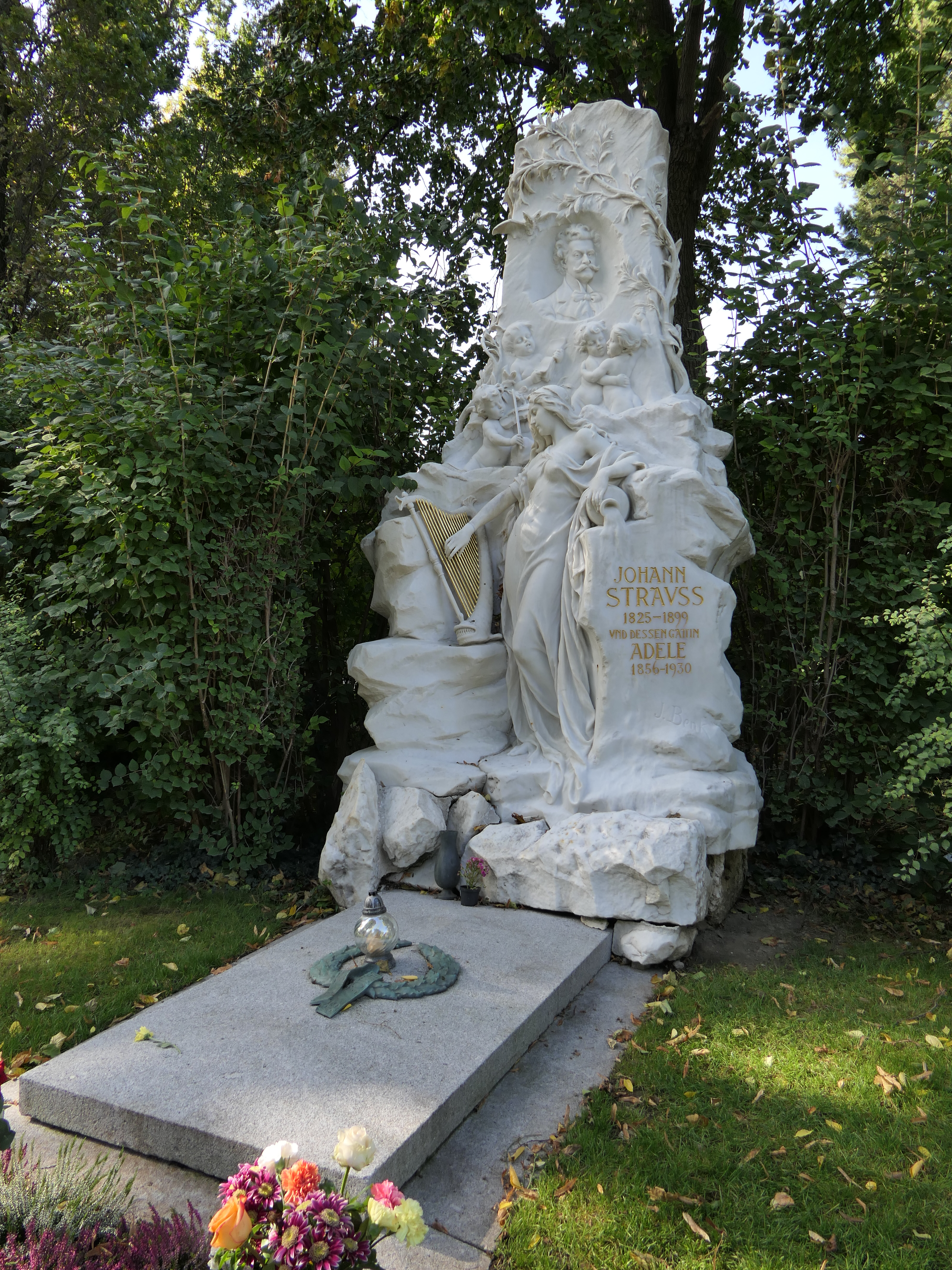
Grabmal im Zentralfriedhof

Johann Strauss starb – als Deutscher und als Coburger Bürger, der er seit 1887 war – am 3. Juni 1899 im Alter von 73 Jahren in seinem Haus in der Igelgasse in Wien-Wieden an einer Lungenentzündung. Sein Leichnam wurde im Trauerhaus zunächst öffentlich aufgebahrt (währenddessen wurden 161 Kränze am Sarg niedergelegt) und am 6. Juni 1899 fand in der Evangelischen Stadtkirche A.B. in der Dorotheergasse der Einsegnungsgottesdienst statt. Anschließend wurde der Sarg in einer mehrstündigen Zeremonie unter Teilnahme vieler Tausender auf den Wiener Zentralfriedhof gebracht, vorbei an den Wirkungsstätten Theater an der Wien, Hofoper und Musikverein. Am offenen Grab ergriff Bürgermeister Karl Lueger das Wort. Unter den zahlreichen Trauergästen erwähnte die Tageszeitung Neue Freie Presse tags darauf Gustav Mahler, Ludwig Bösendorfer und Hermann Bahr.
Strauss wurde am 8. Oktober 1899 schließlich in kleinem Kreis in einem Ehrengrab beigesetzt, das sich in der Nachbarschaft der Gräber anderer bekannter Musiker befindet (Gruppe 32A, Nr. 27). Das Grabdenkmal gestaltete Johannes Benk.

### Ehrungen
Johann Strauss (Sohn) wurde zu seinen Lebzeiten mit zahlreichen Ehrungen bedacht. Am Anfang seiner Laufbahn als Kapellmeister und Komponist war er nicht zuletzt durch zahlreiche Dedikationen darauf bedacht, die Zahl seiner erhaltenen Auszeichnungen zu erhöhen. Im Alter stand Strauss diesen eher distanziert gegenüber. So soll er einer bekannten (jedoch nicht belegten) Anekdote zufolge die Sammlung in einem Zimmer in seiner Villa in der Igelgasse mit den Worten Und hier sehen Sie die Rumpelkammer meiner Berühmtheit gezeigt haben.
Zu den wichtigsten Ehrungen zählen:
- Bürgerrecht der Stadt Wien (1884, zum 40-jährigen Künstlerjubiläum, 1885 mit dem Ausscheiden aus dem österreichischen Staatsverband kraft Gesetzes erloschen)[18]
- Ehrenmitgliedschaft der Gesellschaft der Musikfreunde in Wien (verliehen anlässlich des Goldenen Künstlerjubiläums am 8. Oktober 1894)[Su 1]
- Ehrenmitgliedschaft des Wiener Männergesang-Vereines
- Goldene Künstler-Medaille, verliehen durch Kaiser Franz Joseph I. am 23. Mai 1864[Su 2]
- Russische Große Goldene Medaille am Alexander-Newski-Bande, verliehen am 11. Okt. 1864[Su 3]
- Ritterkreuz des Franz-Joseph-Ordens, verliehen am 12. Jänner 1871 (anlässlich der Enthebung von der Hofballmusik)[Su 4]
- Croix de Chevalier de l’Ordre national de la Légion d’Honneur, verliehen am 28. März 1877[Su 5] durch den Präsidenten der französischen Republik, Marschall Mac-Mahon.

Nach der Aufnahme im Verlassenschaftsverfahren war Johann Strauss (Sohn) im Verlauf seines Lebens neben den aufgeführten Ehrungen auch Inhaber folgender Orden und Ehrenzeichen geworden: „[…]

2. ) des Ritterkreuzes I. Classe des Sachsen-Ernestinischen Hausordens;

3.) des Ritterkreuzes I. Classe des Badischen Zähringer Löwenordens, […]

2) Commandeurkreuz des spanischen Isabellaordens,

3) Ritterkreuz desselben Ordens,

4) Ritterkreuz des spanischen Ordens Carls III.,

5) Commandeurdecoration des türkischen Medschidjeordens,

6) Commandeurkreuz des bulgar. Civilverdienstordens, […]

8) Offizierskreuz des Ordens der italien. Krone,

9) Ritterkreuz des italien. Mauritius- und Lazarus-Ordens,

10) Preußischer Roter Adler-Orden IV. Cl. und preuß. Kronenorden IV. Cl. auf Spange,

11) Preußischer Kronenorden IV. Cl.,

12) Persischer Sonnen- & Löwenorden IV. Cl.,

13) Pers. Sonnen- & Löwenorden in Pierres de Strass (Phantasiedecoration), […]

15) Silberne Sachsen-Coburg-Gotha’schen Medaille für Kunst und Wissenschaft,

17) Kleine Sachsen-Coburg-Gotha’schen silberne Verdienstmedaille,

18) Belgische Sauveteur-Medaille.“
Zu diesen Orden und Auszeichnungen gehört eine nicht näher bekannte Zahl von Dank- und Glückwunschschreiben, Kränzen und Kranzschleifen sowie Ehren- und Handschreiben unterschiedlichster Institutionen und Persönlichkeiten.

## Rezeption

### Werk und Wirkung
Von seinen Zeitgenossen wurde Strauss als Mensch wie als Künstler hochgeschätzt. Diese Wirkung hielt und hält bis heute an, wie folgende Zitatauswahl zeigt:

„Ich verehre ihn nicht allein als Künstler, sondern auch als Menschen, weil mich seine außerordentliche Bescheidenheit ganz entzückt“

„Er ist der Einzige, den ich beneide – er trieft von Musik, ihm fällt immer etwas ein.“

„Ich verehre ihn als einen meiner genialsten Kollegen.“

„Das ist einer meiner wenigen Collegen (ja), vor denen ich ungeschmälerte Hochachtung haben kann. Von dem kann unsereins was lernen.“

„Johann Strauss ist der musikalischste Schädel der Gegenwart. […] Es leben alle musikalischen Genies von Bach bis Johann Strauss!“

„Wir Schriftsteller zeigen der Welt, wie elend sie ist – Strauss zeigt uns, wie schön sie sein kann.“

„Ich halte die Form, in der Ihr Walzerkönig regiert, für eine sehr glückliche und segensreiche. Ihm hätte ich nie widersprochen.“

„Acht Takte von Wiener Blut und ich gebe eine ganze Oper dafür – es ist viel schwerer, einen schönen Walzer zu schreiben als eine mittelmäßige Symphonie zu komponieren.“

„Das Charakteristische jeder großen Kunst ist auch der von Johann Strauss zu eigen: Sie lastet nicht, sie schwebt und macht, dass wir mit ihr schweben …“

„Die Familie Strauss ist ein eigener Kosmos, der mit nichts in der Welt vergleichbar ist.“

Die Wertschätzung seiner Musik ersieht man auch daran, dass sein Walzer An der schönen blauen Donau (op. 314) als die inoffizielle Hymne Wiens und Österreichs gilt.

### Gedenken

#### Johann-Strauss-Gesellschaften
1936 wurde die „Internationale Strauß-Gesellschaft“ Wien gegründet. Nach dem Anschluss Österreichs musste sie ihre Arbeit bereits 1938 wieder einstellen. 1945 wurde sie wieder reaktiviert und benannte sich in den 1980er Jahren um in Johann-Strauß-Gesellschaft Wien (Obmann 2016: Peter Widholz). 1960 gründete sich die erste ausländische Gesellschaft, die „Schwedische Strauss-Gesellschaft“ (Svenska Strauss Sällskapet, Vorsitzender bis zu seinem Tod 2012: Leif Johannisson, seit 2013 und Stand 2016: Berth Vestergard). 1964 folgte ihr die „Johann-Strauss-Gesellschaft von Großbritannien“ (The Johann Strauss Society of Great Britain, langjähriger Vorsitzender und heute Ehrenpräsident: Peter Kemp, Vorsitzender (Stand 2016): John Diamond).
Seit 1975 gibt es die Deutsche Johann Strauss Gesellschaft mit – seit 1991 – Sitz in Coburg (1. Vorsitzender seit 2011 (zunächst bis 2012 nur amtierend), Stand 2016: Ingolf Roßberg). In ihr sind traditionell auch die Schweizer Strauss-Freunde mit integriert. 1991 folgte im deutschsprachigen Raum das Wiener Institut für Strauss-Forschung (Obmann 2016: Eduard Strauss) als ein forschungsorientierter Verein.
Mit diesen, den Neugründungen des Jahres 2011 in New York, Oregon (beide USA) und in Wien (Kulturverein Wiener Blut, seit 2015 gleichzeitig Trägerverein für das Museum der Strauss-Dynastie, Gründungspräsident bis heute (Stand April 2016): Helmut Reichenauer) sowie den bestehenden Gesellschaften in Japan, den beiden in Kanada (Sitze jeweils in Edmonton und Quebec), den Philippinen, Polen, Rumänien, Russland (korrekt in St. Petersburg) und in Tschechien gibt es derzeit weltweit (Stand April 2016) 14 Johann-Strauss-Gesellschaften.

#### Denkmäler, Gedenktafeln und Skulpturen

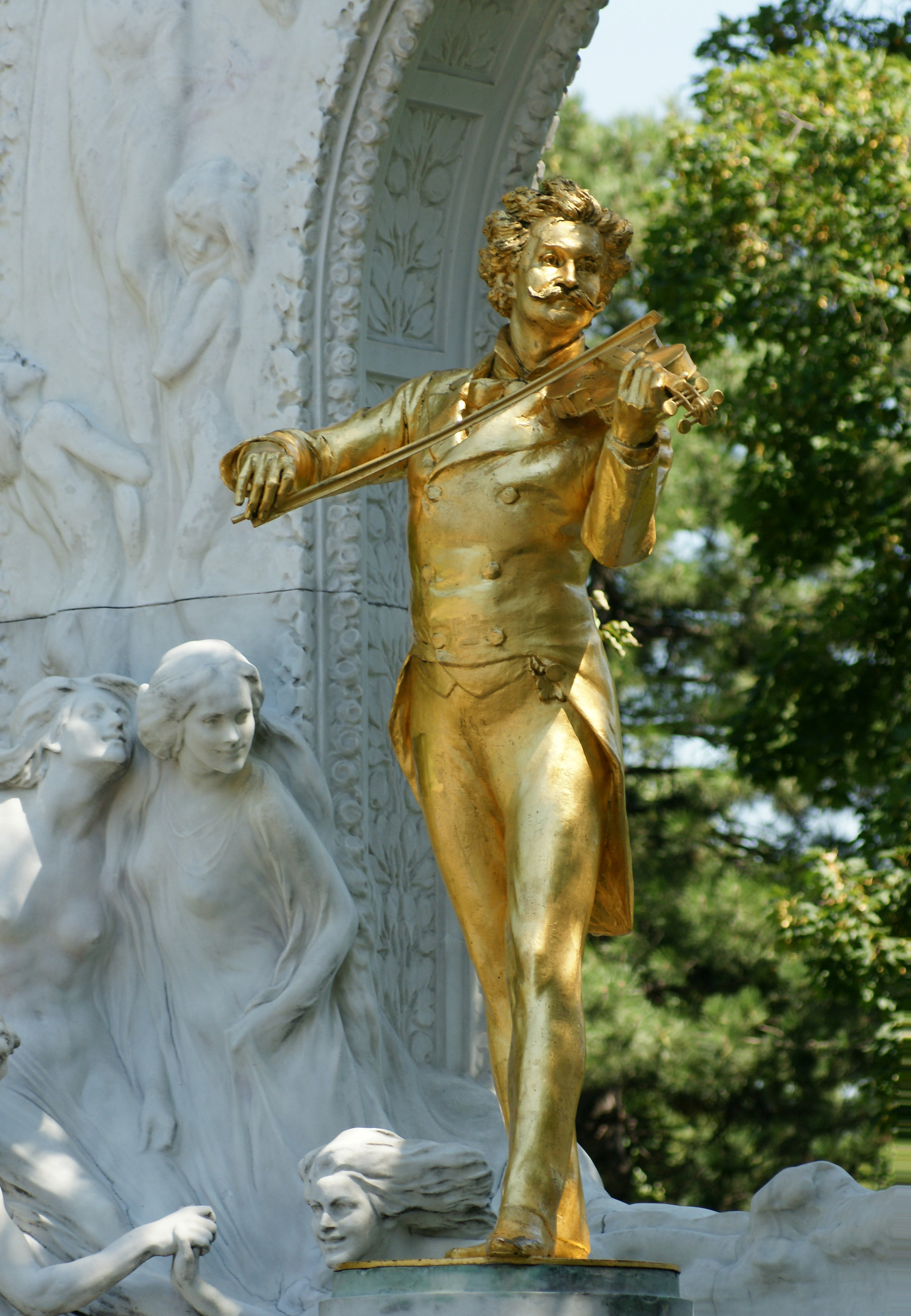
Johann-Strauss-Denkmal im Wiener Stadtpark

In Wien erinnern zahlreiche Denkmäler und Gedenktafeln an Strauss. Im Jahr 1921 konnte das auf Grund einer privaten Initiative von Edmund Hellmer 1907 geschaffene Johann-Strauß-Denkmal im Wiener Stadtpark feierlich eingeweiht werden. Diese hatte sich seit dem Tod von Johann Strauss 1899 darum bemüht, allerdings verhinderten verschiedene Widerstände der Behörden und letztlich der Erste Weltkrieg und die unmittelbare Nachkriegszeit eine frühere Errichtung. 1991 wurde die bis 1935 bestandene Vergoldung erneuert. Es ist heute eines der am meisten fotografierten Denkmäler in Wien.
Die Deutsche Johann Strauss Gesellschaft wiederum stiftete 1987 auf ihre Kosten einen Gedenkstein aus Anlass der 100. Wiederkehr der Einbürgerung von Johann Strauss in Coburg, der zunächst an dem, zum gleichen Zeitpunkt umbenannten Johann-Strauß-Platz stand. Zwei Jahre später wurde er in den Rosengarten umgesetzt, wo er auch heute noch zu besichtigen ist.
In Pawlowsk wurde 2003 zum Andenken an die „russischen Jahre“ von Johann Strauss ein Denkmal errichtet, das in enger Anlehnung an das Strauss-Denkmal in Wien geschaffen wurde.
Neben anderen Orten ist in der österreichisch-ungarischen Kolonie in Tianjin (China) eine Strauss-Skulptur errichtet worden.
Im 10. Arrondissement von Paris ist am Johann-Strauss-Platz (Boulevard St. Martin / rue René Boulanger) eine Strauss-Büste zu finden.

#### Museen und Gedenkstätten
Im Haus Praterstraße 54 im 2. Wiener Gemeindebezirk wohnte Johann Strauß mit seiner (ersten) Ehefrau Henriette, geb. Treffz-Chalupetzky. In einem Teil seiner ehemaligen Wohnung wurde in den 1970er Jahren eine Musikergedenkstätte als Außenstelle des Wien Museums eingerichtet. In dieser komponierte er u. a. den Walzer An der schönen blauen Donau.
Am 18. März 2015 wurde das Museum der Johann Strauss Dynastie im 9. Wiener Gemeindebezirk (Müllnergasse 3) eröffnet. Dieses durch den privaten Verein Kulturverein ‚Wiener Blut‘ (Präsident ist Helmut Reichenauer, Stand: 2019) geschaffene und betriebene Museum zeigt u. a. mittels Originaldokumenten, Stichen, Fotografien und Tondokumenten die Geschichte der Strauss-Dynastie (Johann Strauss (Vater), seinen Söhnen Johann, Josef und Eduard Strauss sowie Johann Strauss (Enkel)) und das kulturhistorische Umfeld, in dem sie lebten und wirkten. Es ist weltweit das erste (und einzige) Museum dieser Art, welches sich mit der Familiengeschichte einerseits und dem künstlerischen Schaffen der gesamten Strauss-Dynastie andererseits auseinandersetzt.
Auf Grund der COVID-19-Pandemie in Österreich musste es im März 2020, wie alle privaten Museen in Wien, zunächst vorübergehend schließen. Eine Wiederöffnung, so zeichnete sich bereits ab, war an diesem Standort jedoch nicht mehr möglich. Der Trägerverein löste sich im März 2024 auf. 
Der museale Gedanke ist an das „Casino Zögernitz“ in Döbling in Form des im Oktober 2023 dort eröffneten House of Strauss mit Zustimmung und aktiver Mitwirkung von Helmut Reichenauer übergegangen.

#### Briefmarken, Banknoten und Münzen

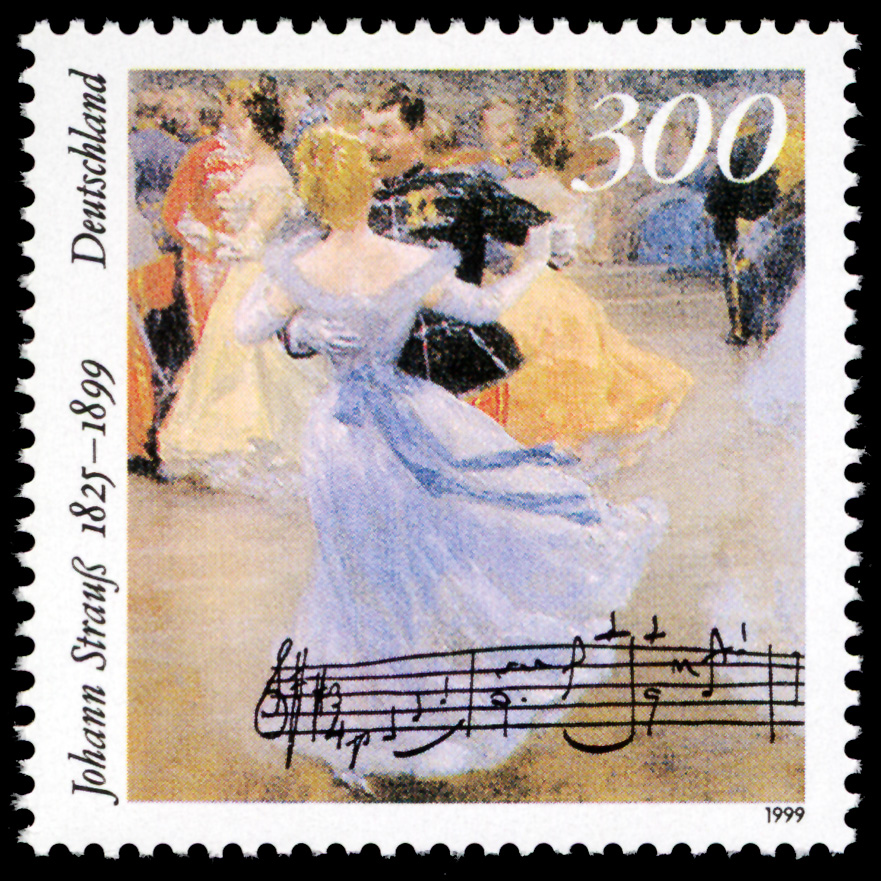
Briefmarke der Deutschen Post zum 100. Todestag von Johann Strauss (Sohn), rechts unten in Handschrift die ersten Takte des Donauwalzers.

1922 wurde die erste Briefmarke mit einem Porträt von Johann Strauss (Sohn) von der Österreichischen Post- und Telegraphenverwaltung (PTV) herausgebracht. Es war die damalige 50-Kronen-Briefmarke, die allerdings durch die Inflation nur wenige Monate in Gebrauch war. Vermutet werden kann, dass diese Ausgabe mit der Einweihung des Johann-Strauss-Denkmals einen Zusammenhang hat.
Anlässlich seines 50. Todestages gab die PTV 1949 eine 1-Schilling-Briefmarke heraus, 1975 – zum 150. Geburtstag – folgte eine 4-Schilling-Marke. Der 100. Todestag von Strauss (Sohn) 1999 wurde von der Post und Telekom Austria mit einer 7-Schilling-Briefmarke gewürdigt, die Deutsche Post AG gab aus gleichem Anlass eine 300-Pfennig-Briefmarke heraus.
In Österreich war ab 1960 Johann Strauss’ Porträt auf der 100-Schilling-Banknote dargestellt. 1975 erschien eine 100-Schilling-Münze zum 150. Geburtstag, die das Strauss-Denkmal zeigt. Eine Goldmünze im Nennwert von 1000 Schilling mit einem Feingehalt von 986/1000 und einem Feingewicht von 16 g wurde 1992 anlässlich des Jubiläums „150 Jahre Wiener Philharmoniker“ aufgelegt. Die Vorderseite zeigt das Abbild von Johann Strauss mit einer Geige, auf der Rückseite sieht man das Gebäude des Musikvereins.
Seines 100. Todestages 1999 wurde in Österreich auch mit einer 50-Schilling-Münze gedacht.
Ebenfalls in Österreich erschienen 1995 eine 5-ECU-Münze sowie eine ECU-Medaille mit dem Porträt von Johann Strauss (Sohn).

#### Filme
Das Leben der Strauss-Familie, insbesondere aber das von Strauss (Sohn) und ihre weltbekannten Kompositionen haben zu Film- und Fernsehadaptionen geführt, deren Wahrheitsgehalt allerdings in fast jedem Fall als zweifelhaft eingeschätzt wird. Die folgende österreichische und deutsche Liste weist jene Filme aus, in denen das Leben von Johann Strauss (Sohn) als ganzes oder in Teilen Gegenstand des Drehbuches ist.
- An der schönen blauen Donau (1913, Stummfilm, Hauptrolle und Regie: Carl von Zeska, zugunsten des Johann-Strauss-Denkmals-Fonds)
- Heut’ spielt der Strauss (Der Walzerkönig) (1928, Stummfilm, Regie: Conrad Wiene, Hauptrolle: Paul Hörbiger)
- Der Walzerkönig (1930, Regie: Manfred Noa, Hauptrolle: Hans Stüwe)
- Johann Strauss, k. u. k. Hofballmusikdirektor (1932, Regie: Conrad Wiene, Hauptrolle: Michael Bohnen)
- Petersburger Nächte. Walzer an der Newa (1934, Regie: E. W. Emo, Hauptrolle: Paul Hörbiger)
- Unsterbliche Melodien (1935, Regie: Heinz Paul, Hauptrolle: Alfred Jerger)
- Rosen aus dem Süden (1935, Regie: Walter Jansen, Hauptrolle: Paul Hörbiger)
- Unsterblicher Walzer (1939, Regie E. W. Emo, Johann Strauss (Sohn): Fred Liewehr)
- Operette (1940, Regie: Willi Forst, Johann Strauss (Sohn): Edmund Schellhammer)
- Der Komödiant von Wien (1954, Regie: Karl Paryla, Johann Strauss (Sohn): Eduard Strauss II.)
- Ewiger Walzer (1954, Regie: Paul Verhoeven, Hauptrolle: Bernhard Wicki)
- Johann Strauß – Der König ohne Krone (1986, Regie: Franz Antel, Hauptrolle: Oliver Tobias)

Unter den ausländischen Filmen sind erwähnenswert:
- Waltzes from Vienna (1934, Regie: Alfred Hitchcock)
- The Great Waltz (1938, Regie: Julien Duvivier, Hauptrolle: Fernand Gravet)
- The Waltz King (1963, Regie: Steve Previn, Hauptrolle: Kerwin Mathews), produziert von Walt Disney, u. a. mit Senta Berger und Peter Kraus[26] sowie
- Abschied von St. Petersburg (1971, Regie: Yan Frid, Hauptrolle: Girt Jakovlev), eine sowjetische (russ.: Прощание с Петербургом), annähernd biographisch exakte, Verfilmung über seinen Aufenthalt in Pawlowsk 1856/57.[27]
- The Great Waltz (1972, Regie: Andrew L. Stone, Hauptrolle: Horst Buchholz, nicht zu verwechseln mit dem gleichnamigen Film von 1938)

Für das Fernsehen wurde sein Leben adaptiert in:
- The Strauss-Family (Die Strauss-Familie) (1972)
- Die Strauß-Dynastie (1991, Regie: Marvin J. Chomsky, Johann Strauss (Sohn): Stephen McGann) und
- Strauss: The King of 3/4 Time (1995, Regie: Kit Hood, Hauptdarsteller: Michael Riley)[28]
- Strauss: The Waltz King (2005, Regie: Rupert Edwards, Johann Strauss (Sohn): Joseph Edwards/Simon Williams), Doku-Drama über den Streit zwischen Vater und Sohn[29]

#### Straßen und Plätze (Auswahl)
Zahlreiche Verkehrsflächen sind nach ihm benannt. In Wien-Wieden (4. Bezirk) wurde die Igelgasse schon einen Monat nach seinem Tod 1899 in Johann-Strauß-Gasse (sic, mit ß) umbenannt.
Eine Johann-Strauss-Straße (bzw. Johann-Strauß-Straße) gibt es in Deutschland in Assamstadt, Auerbach (Oberpfalz), Augsburg, Babenhausen (Schwaben), Baldham, Bernau bei Berlin, Bielefeld, Bramsche, Brandenburg, Dingolfing, Gersthofen, Haar, Hamm, Heilbronn, Illingen (Württemberg), Karlsdorf-Neuthard, Karlsruhe, Kelkheim, Köln-Rodenkirchen, Limbach (Baden), Münster, Neuburg (Donau), Northeim, Östringen, Oranienburg, Plankstadt, Bad Rappenau, Reilingen, Rhede, Roth, Spremberg, Staufenberg (Hessen), Teltow, Unterhaching, Vaterstetten, Walldorf (Baden), Weißenhorn, Windeck und Lutherstadt Wittenberg.
In Österreich ist eine solche jeweils aus Dornbirn, Ebreichsdorf, Bad Hall, Innsbruck, Bad Ischl, Linz, Bad Schallerbach, Stadl-Paura, Möllersdorf, Vöcklamarkt, Bad Vöslau, Tulln, Wallern an der Trattnach, Wels und Ziersdorf bekannt.
Deutsch Wagram, Dietersdorf am Gnasbach, Feldbach (Steiermark), Feldkirchen bei Graz, Felixdorf, Fohnsdorf, Gänserndorf, Gars am Kamp, Graz, Haag (Niederösterreich), Judenau, Judenburg, Klagenfurt, Klosterneuburg, Knittelfeld, Mauerbach, Mödling, Muckendorf-Wipfing, Pöttsching, Oberwart und Wiener Neustadt besitzen ebenfalls, neben Wien, jeweils eine Johann-Strauß-Gasse (bzw. Johann-Strauss-Gasse).
Berlin-Lichtenrade, Berlin-Mahlsdorf, Dresden und Kirchdorf an der Krems haben eine Straußstraße, Leoben wiederum eine Straussgasse. In Burg (bei Magdeburg), Gelsenkirchen, Hilden, Leinfelden-Echterdingen, Offenbach (Main), Seiersberg, Ulm und Verl gibt es einen Johann-Strauß-Weg. Stockerau besitzt eine Johann-Strauss-Promenade, Falkensee eine Johann-Strauss-Allee. Coburg und Potsdam-Babelsberg verfügen jeweils über einen Johann-Strauß-Platz.
Nach seiner Mutter wurde 2006 der Anna-Strauss-Platz in Wien in Hietzing (13. Bezirk) benannt; nach seinem gleichnamigen Vater ist in Wien (bisher) keine Verkehrsfläche benannt worden.

#### Andere Benennungen (Auswahl)
- 1965 bis 1980 gab es eine internationale Eisenbahnverbindung mit dem Namen Johann Strauß der Österreichischen Bundesbahnen (ÖBB) von Frankfurt über Passau nach Wien (Wien Westbahnhof) (siehe ÖBB 4010). Sie wurde ab 1987 fortgeführt als Eurocity EC 28/29 (später EC 22/23) und verkehrte als Zugpaar mit Wagenmaterial der ÖBB zwischen Köln und Wien Westbahnhof. 2003 wurde der Zugname letztmals verwendet.
- Der am 11. Januar 1989 vom Astronomen Freimut Börngen am Karl-Schwarzschild Observatorium Tautenburg entdeckte Asteroid 4559 (korrekt: (4559) Strauss = 1989 AP 6) trägt den Namen von Johann Strauss (Sohn).[30]
- Die Johann-Strauß-Grundschule in Berlin-Biesdorf und die gleichnamige Johann-Strauß-Grundschule in Augsburg-Haunstetten sind jeweils nach Johann Strauss (Sohn) benannt worden.
- In Wien hat sich ein Lions-Club, der Lions-Club Johann Strauss, nach ihm benannt.[31]
- Seit 2004 ist das Kreuzfahrtschiff Johann Strauss der Reederei Premicon AG auf den Flüssen Europas unterwegs.[32]
- Seit 2011 gibt es ein Hotel Johann Strauss in Wien.[33]

#### Verschiedenes
- Der Zeichentrickfilm A Corny Concerto (1943) der Warner Bros. (Regie: Bob Clampett, Zeichner: Robert McKimson) ist eine Parodie auf Walt Disneys Fantasia und wurde mit Musik von Johann Strauss (die in Fantasia nicht verwendet wurde) unterlegt. Der Film wird erzählt von Elmer Fudd, der damit Deems Taylors Auftreten in Fantasia parodiert.
- Die Story des US-amerikanischen animierten Kurzfilms Katz und Maus im Walzertakt (1953, auch bekannt als „Johann Mouse“) als Teil der Serie Tom und Jerry basiert darauf, dass die Maus außerhalb ihres Loches gebannt zuhört, wenn zunächst Johann Strauss selbst, später dann die Katze verschiedene Strauss-Walzer spielen.
- In Michail Bulgakows 1940 geschriebenen und 1967 publizierten Roman Der Meister und Margarita leitet Johann Strauss das Orchester während Satans Großem Ball auf Einladung der Romanfigur Behemoth.
- In der DDR schrieb die Band „Silly“ 1982 den Titel Die alten Männer, dessen erste Strophe wie folgt lautet:[34]

 Die alten Männer tanzen nicht mehr

 Mit feuchten Augen sehen sie her

 Sie sparen beharrlich ihren Applaus

 Für einen Walzer von Johann Strauß
Damit wollte die Band unter Verwendung der Strauss-Metapher in der letzten Zeile jeder Strophe in ironisch-überhöhter Weise vor allem auf die damalige musikalische Misere in der DDR und auch das Zensurgebaren, mit dem die Band seit ihrer Gründung konfrontiert war, aufmerksam machen.

#### Trivia
- Johann Strauss (Sohn) ist in Wien mit vielfältigen Produkten der Souvenirindustrie vertreten: Dazu gehören neben diversen Ansichtspostkarten auch Tassen, Sammeltassen, T-Shirts, Aschenbecher, Schlüsselanhänger, Schokoladen und Confiserie und vieles andere mehr, die auch als geschmacklos eingeordnet werden müssen. In den sechziger Jahren gab es auch eine Zigarrensorte Walzerkönig.[35]
- 1901 erschien eine Serie von Liebigbildern über Johann Strauss (Sohn), vor allem unter Bezug auf seine Operetten.[36]
- Die mit eingetragenem Warenzeichen geschützte Rosensorte Johann Strauß, eine moderne Rose, rosa, in der Mitte pfirsichfarben, ist allerdings nach seinem Vater benannt worden.[37] Der Sohn erhielt 1999 die Benennung der Teehybride Walzerkönig Johann Strauss.[38]

### Vereinnahmung durch den Nationalsozialismus
Es gab – ex ante – keinerlei Diskussion im NS-Staat Deutschland, wie auch in Österreich, dass Johann Strauss Sohn etwa (z. B. nach den Nürnberger Rassegesetzen) nicht deutschblütig sei. Seine Musik wurde zudem häufig über die Reichssender ausgestrahlt. In dem Zusammenhang war es für das NS-Regime trotzdem mehr als unangenehm, dass viele Librettisten der Strauss’schen Operetten Juden waren: Ignaz Schnitzer, Victor Léon, Leo Stein: Sie wurden seit 1938, zum Teil schon vorher, konsequent (z. B. auf Theaterzetteln als Autoren) verschwiegen.
Allerdings war in einem ganz engen Kreis in Wien schon geraume Zeit vor den Nationalsozialisten unter Genealogen bekannt, dass der Urgroßvater Johann Michael Strauss aus Ofen jüdischer Herkunft war. Dies hätte für Strauss Sohn zwar keine Probleme bedeutet, wohl aber für seinen Vater, dessen Musik als die eines „Jüdischen Mischlings zweiten Grades“ einschließlich des überaus populären Radetzky-Marsches als Vierteljude hätte verboten werden müssen.
Den NS-Machthabern, die jeden jüdischen Einfluss eliminieren wollten, war daran im Fall der Musik der Strauss-Familie aus verschiedenen Gründen nicht gelegen. Den (ganz wenigen) wissenden Ahnenforschern, darunter auch dem später am Wiener Stadt- und Landesarchiv arbeitenden Hanns Jäger-Sunstenau, wurde vom Leiter des Sippenamtes der Gauleitung als erste Maßnahme strengste Geheimhaltung befohlen.
In zwei weiteren Stufen wurde Strauss anschließend komplett „arisiert“: Ab 8. Juni 1939 veröffentlichte das antisemitische Hetzblatt Der Stürmer in Wien über Johann Strauss in wöchentlichem Abstand die dreiteilige Artikelserie: Jüdische Erbschleicher / Juden und der deutsche Walzerkönig Johann Strauß / Die Machenschaften der Jüdin Meyszner-Strauß / Eine erbärmliche Talmuderei, durch die der jüdischen Stieftochter von Johann Strauss, Alice Meyszner (1875–1945), ihre große Strauss-Sammlung, die sie von ihrer 1930 verstorbenen Mutter geerbt hatte, öffentlich abgenötigt wurde.
Wenige wertvolle Autographe der Sammlung wurden sofort in die Zentralstelle für Denkmalschutz gebracht, während man die übrigen Gegenstände in der Wohnung von Alice Meyszner beließ und Alices Mann, Oberst Rudolf Edler von Meyszner (1866–1947), Bruder des SS-Gruppenführers August Edler von Meyszner (Generalleutnant der Polizei, 1946 in Belgrad zum Tode verurteilt und hingerichtet), zum Verwahrer bestimmte. Dieser Hetzserie des Stürmers (Auflage 500.000) mit Nennung der vollen Adresse von Alice Meyszner war im Übrigen eine diese Serie ankündigende Plakataktion des Stürmers auf Wiener Litfaßsäulen vorausgegangen.
Im Rahmen eines als „Geheime Reichssache“ bezeichneten Auftrages beschlagnahmte das NS-Reichssippenamt im Februar 1941 das Trauungsbuch der Dompfarrei St. Stephan (Trauungsbuch 69, fol. 210) und brachte es nach Berlin. Der gesamte Band wurde kopiert, wobei die Seite mit dem Eintrag vom 11. Februar 1762, in dem Johann Michael Strauss als ein „getauffter Jud“ bezeichnet wird, durch eine ersetzt wurde, in der dieser Eintrag ersatzlos herausgestrichen war, ebenso wurde der Hinweis im Index gelöscht. Danach wurden Original und Kopie nach Wien zurückgebracht, das Original verschwand im Tresor des Haus-, Hof- und Staatsarchives, während die Kopie mit dem Vermerk: „Die Übereinstimmung umstehender Fotokopie mit dem vorgelegten Original wird hiermit beglaubigt. Berlin, den 20.2.1941. Reichssippenamt“ an die Pfarre St. Stephan zurückgegeben wurde.
Mit dieser Urkundenfälschung wurde Strauss aus NS-Sicht endgültig „arisiert“. Erst lange nach dem Zweiten Weltkrieg wurde diese „Geheime Reichssache“ um 1960 öffentlich bekannt: Die Fälschung konnte im Vergleich von Original und Fotokopie leicht entlarvt werden und kann heute (Stand März 2016) in der Dompfarre von St. Stephan öffentlich eingesehen werden.
Für die von den NS-Behörden widerrechtlich angeeignete Sammlung Strauss-Meyszner bedurfte es nach dem Zweiten Weltkrieg vieler (auch zweifelhafter) Zwischenstufen, bevor die Stadt Wien das grobe Unrecht von 1939 wiedergutmachte: Erst nach über 60 Jahren wurde die Sammlung 2001 durch die Wienbibliothek von den Erben wertgemäß und endgültig angekauft. 2003 wurde der Ankauf in einer großen Ausstellung Johann Strauss – Ent-arisiert der Öffentlichkeit erstmals gezeigt.

## Bühnenwerke
Strauss komponierte eine Oper, 15 Operetten, ein Ballett sowie rund fünfhundert Walzer, Polkas, Märsche und Quadrillen.

### Oper
- Ritter Pásmán  (1892)

Daraus: Ballettmusik, Pásmán-Walzer, Pásmán-Polka, Csárdás, Eva-Walzer und Pásmán-Quadrille, alle op. 441

### Operetten
Die Liste der 15 Operetten folgt weitgehend Johann Ziegler (1999). Drei weitere Operetten sind unvollendet geblieben: Die lustigen Weiber von Wien (komponiert um 1868), Romulus (um 1871) und Der Schelm von Bergen (um 1886).
Außer bei Eine Nacht in Venedig (1883) war der Uraufführungsort Wien.
- Indigo und die 40 Räuber, UA: 10. Februar 1871, Theater an der Wien

Tänze nach Motiven der Operette: op. 343–351, August 1871; 1906/07 von Ernst Reiterer überarbeitet und mit neuem Textbuch als Tausend und eine Nacht wiederaufgeführt
- Carneval in Rom, UA: 1. März 1873, Theater an der Wien

Tänze nach Motiven der Operette: op. 356–360, August bis Oktober 1873
- Die Fledermaus, UA: 3. April 1874, Theater an der Wien

Tänze nach Motiven der Operette: op. 362, 363, 365–368, Juni bis November 1874
- Cagliostro in Wien, UA: 27. Februar 1875, Theater an der Wien

Tänze nach Motiven der Operette: op. 369–374, Juli bis Oktober 1875
- Prinz Methusalem, UA: 27. Februar 1877, Carltheater

Tänze nach Motiven der Operette: op. 375–379, September 1877
- Blindekuh, UA: 18. Dezember 1878, Theater an der Wien

Tänze nach Motiven der Operette: op. 381–384, April bis September 1879
- Das Spitzentuch der Königin, UA: 1. Oktober 1880, Theater an der Wien

Tänze nach Motiven der Operette: op. 388, 389, 391–394, 406, November 1880 und Juni/Juli 1881
- Der lustige Krieg, UA: 25. November 1881, Theater an der Wien

Tänze nach Motiven der Operette: op. 397–405, 407, Oktober bis Dezember 1882
- Eine Nacht in Venedig, UA: 3. Oktober 1883, Neues Friedrich-Wilhelmstädtisches Theater, Berlin

Tänze nach Motiven der Operette: op. 411–416, März 1884.
- Der Zigeunerbaron, UA: 24. Oktober 1885, Theater an der Wien

Tänze nach Motiven der Operette: op. 417–422, Juni 1886
- Simplicius, UA: 17. Dezember 1887, Theater an der Wien

Tänze nach Motiven der Operette: op. 427–432, Mai 1888
- Fürstin Ninetta, UA: 10. Jänner 1893, Theater an der Wien

Tänze nach Motiven der Operette: op. 445–450, März 1893
- Jabuka, UA: 12. Oktober 1894, Theater an der Wien

Tänze nach Motiven der Operette: op. 455–460, Dezember 1894
- Waldmeister, UA: 4. Dezember 1895, Theater an der Wien

Tänze nach Motiven der Operette: op. 463–468, Februar 1896
- Die Göttin der Vernunft, UA: 13. März 1897, Theater an der Wien

Tänze nach Motiven der Operette: op. 471–473, Juni 1897
Bei elf dieser Operetten hatten andere Komponisten einen teils beträchtlichen mitschöpferischen Anteil. Beispielsweise stammen bei der Fledermaus in erster Linie die Melodien von Strauss. Die Instrumentierung wurde großenteils von Richard Genée beigesteuert, der auch als Librettist beteiligt war.
Außerdem gibt es Kompilationen, also Operetten, die andere Komponisten aus schon bestehenden Strauss-Kompositionen zusammengestellt haben. Drei davon wurden noch von Strauss selbst autorisiert und werden deshalb oft als seine Werke gezählt:
- Das Bühnenwerk Wiener Blut (nicht zu verwechseln mit dem gleichnamigen, 1873 erschienenen Walzer) erlebte seine Uraufführung am 26. Oktober 1899. Es handelt sich um bekannte Strauss-Melodien früherer Jahre, die der Kapellmeister Adolf Müller junior neu zusammengestellt hatte. Strauss war am 3. Juni 1899 gestorben, er hatte das Werk aber noch mit seinem Namen autorisiert.
- Zwei französische Bearbeitungen in der Art von Wiener Blut waren bereits wesentlich früher entstanden: La reine Indigo (1875) und La Tzigane (Die Zigeunerin, 1877), die beide am Théâtre de la Renaissance in Paris uraufgeführt wurden. La Tzigane war eine Zweitverwertung der Operetten Die Fledermaus (1874) und Cagliostro in Wien (1875), das Werk wird aber wegen des hohen eigenschöpferischen Anteils des Komponisten von der Forschung überwiegend als eigenständige Strauss-Operette bewertet.

Im 20. Jahrhundert folgten weitere Arrangements von Strauss-Operetten. Eine der bekanntesten davon ist Die Tänzerin Fanny Elßler aus dem Jahr 1934.

### Ballett
- Aschenbrödel (Fragment 1899, Uraufführung der von Josef Bayer ergänzten Fassung 1901)

## Orchesterwerke
Eine umfangreiche und weitgehend vollständige Liste der Orchesterwerke von Johann Strauss ist hier aufgelistet.

### Walzer (Auswahl)

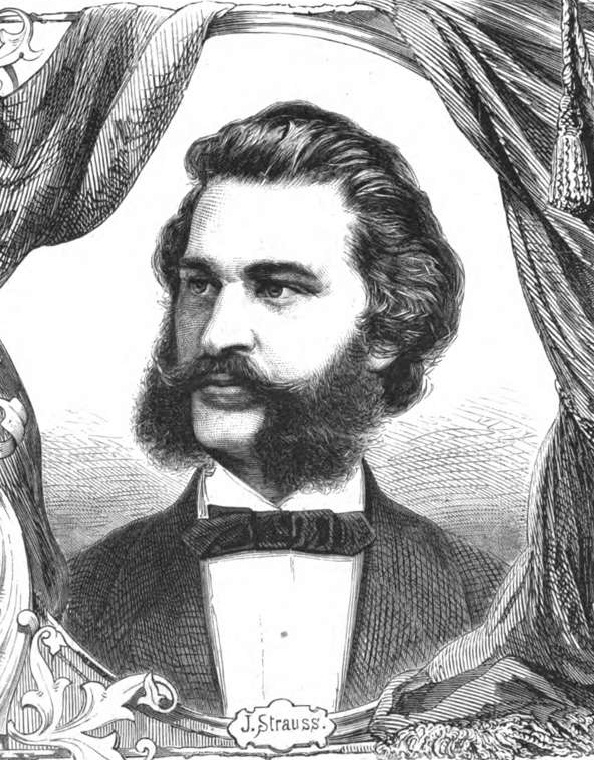
Johann Strauss um 1870

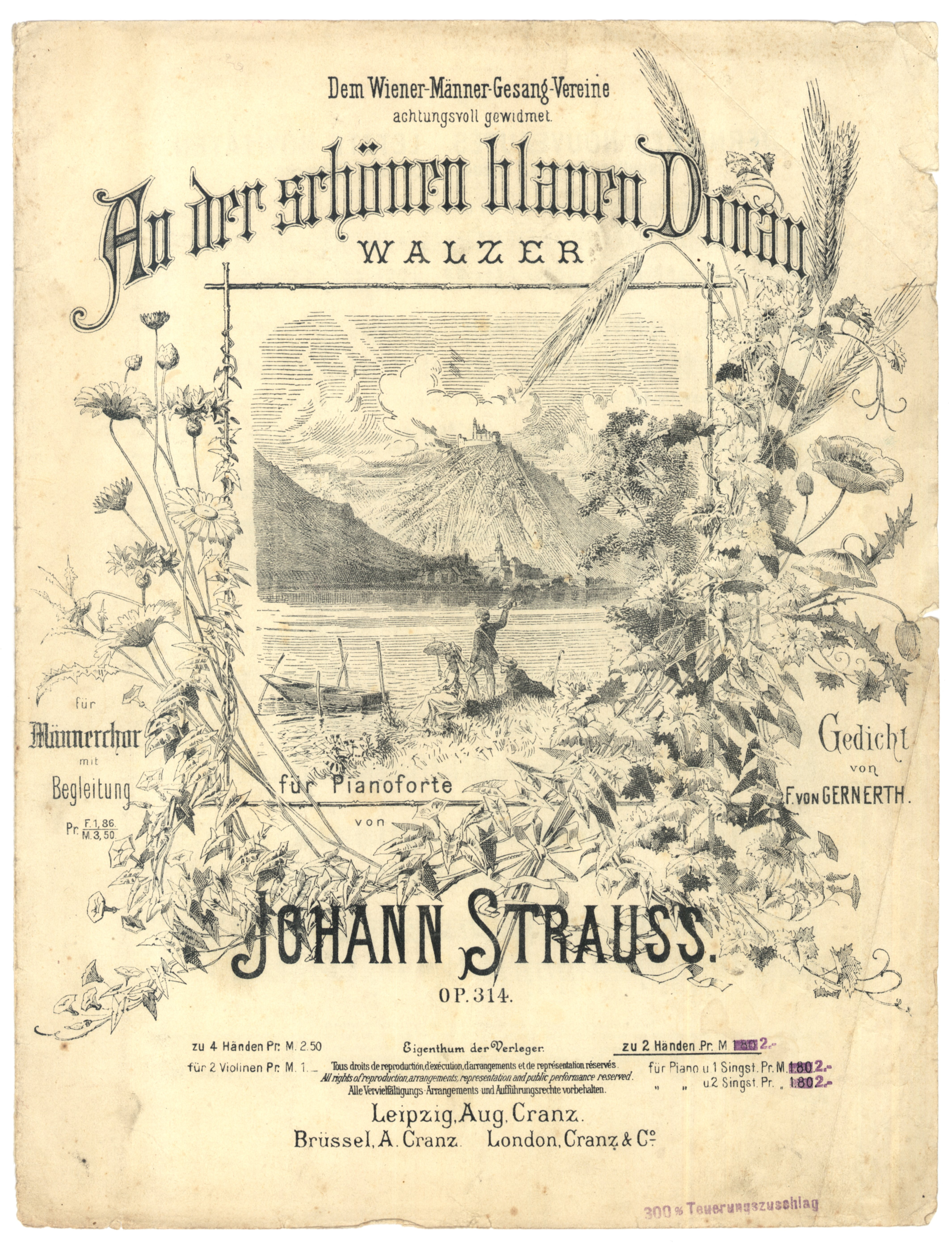
Der Walzer An der schönen blauen Donau, op. 314

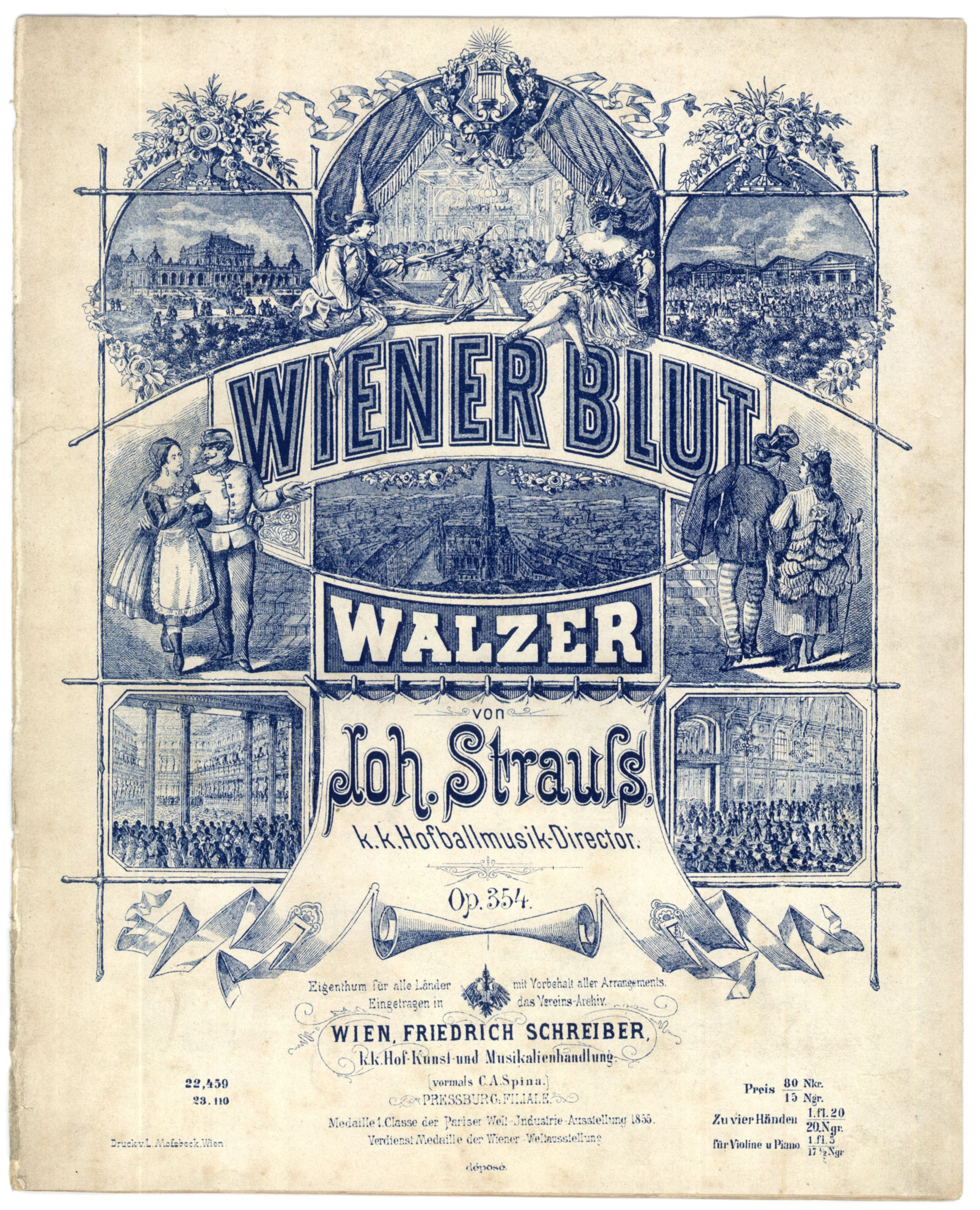
Der Walzer Wiener Blut, op. 354

An der schönen blauen Donauⓘ

Ausschnitt (Spieldauer 2:58)
- An der schönen blauen Donau op. 314 (1867)
- Künstlerleben op. 316 (1867), geschrieben für den Hesperus-Ball im Dianasaal und gewidmet dem Hesperus-Ball-Komitee
- Geschichten aus dem Wienerwald op. 325 (1868), gewidmet dem Prinzen und General Konstantin zu Hohenlohe-Schillingsfürst
- Wein, Weib und Gesang op. 333 (1869), gewidmet dem österreichischen Dirigenten Johann von Herbeck
- Wiener Blut op. 354 (1873), auch enthalten in der Operette Wiener Blut
- Rosen aus dem Süden op. 388 (1880), basierend auf seiner Operette Das Spitzentuch der Königin und gewidmet dem König von Italien Humbert I.
- Frühlingsstimmen op. 410 (1883)
- Kaiser-Walzer op. 437 (1888)

### Polkas (Auswahl)

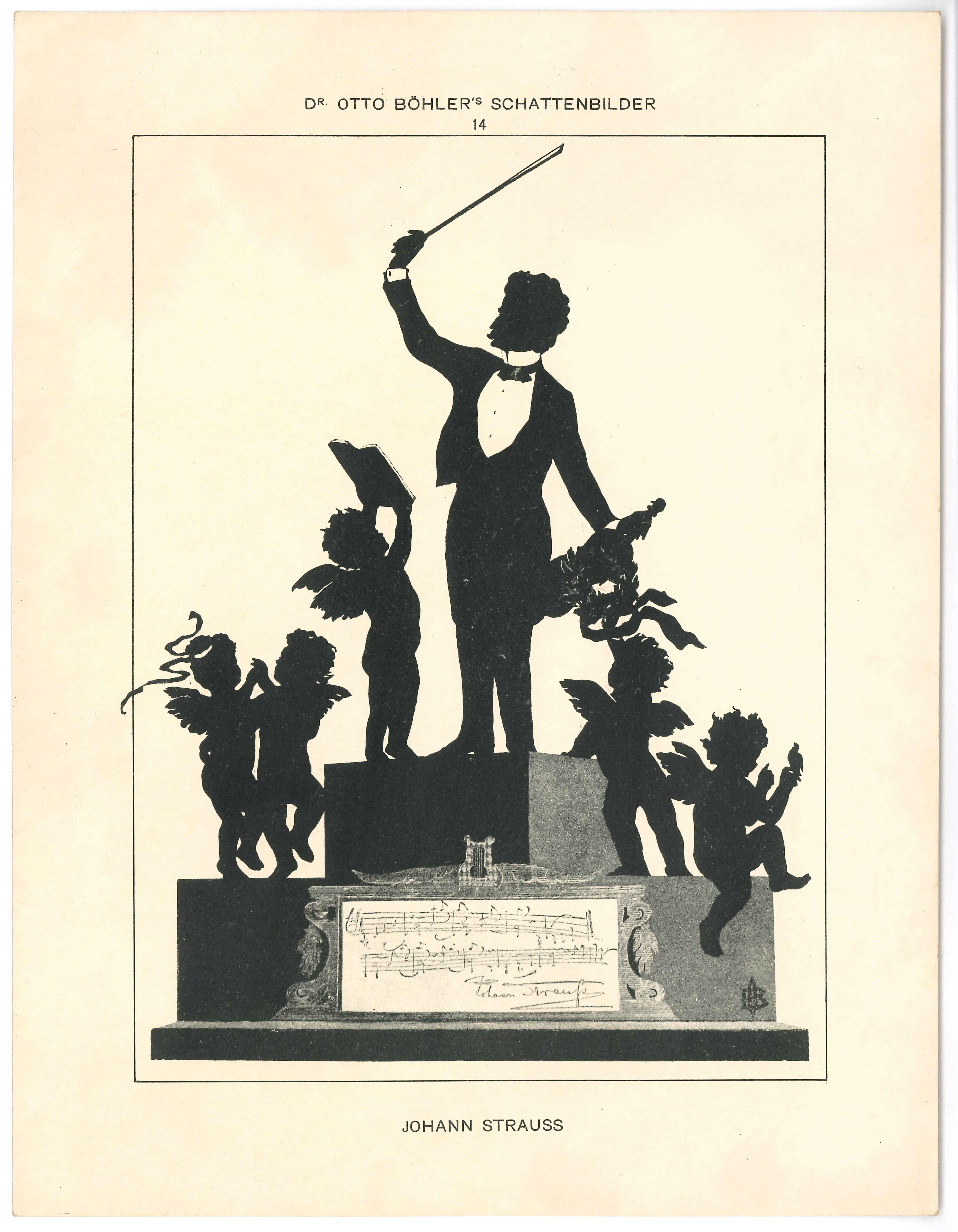
Schattenbild von Otto Böhler

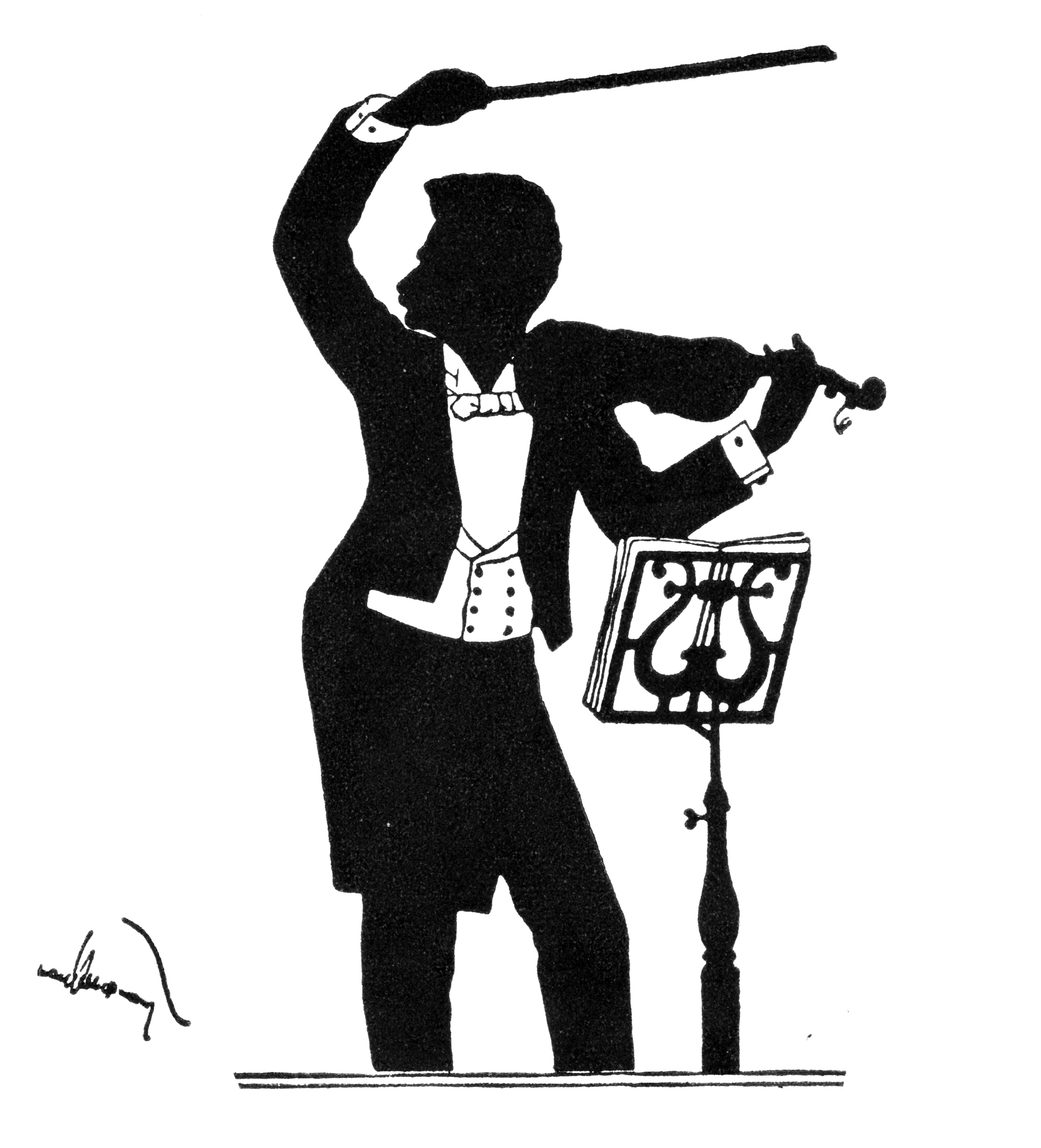
Schattenbild von Hans Schließmann

- Annen-Polka op. 117 (1852),[46] gewidmet der Maria Anna, Kaiserin von Österreich.
- Tritsch-Tratsch-Polka op. 214 (1858)
- Unter Donner und Blitz Polka (schnell) op. 324 (1868) ursprünglich aufgeführt als „Sternschnuppe“, geschrieben für den Hesperus-Ball im Dianasaal
- Pappacoda-Polka Polka française op. 412. Nach Motiven der Operette Eine Nacht in Venedig
- Neue Pizzicato-Polka op. 449 (1893). Nach Motiven der Operette Fürstin Ninetta
- Pizzicato-Polka. Ohne Opus-Zahl. Gemeinschaftswerk von Johann und Josef Strauss

Alle weiteren Werke sind in der Liste der Orchesterwerke von Johann Strauss (Sohn) aufgelistet.